# گوته جوان در عشق
گوته جوان در عشق (انگلیسی: Young Goethe in Love) (در ابتدا با عنوان گوته!) یک فیلم درام تاریخی تولید سال ۲۰۱۰ به کارگردانی فیلیپ اشتولتسل است. از بازیگران آن می‌توان به الکساندر فلینگ، میریام استین و موریتس بلایبتروی اشاره کرد. این یک نسخه داستانی از وقایع سال‌های اولیه زندگی یوهان ولفگانگ فون گوته است که بر پایه رمان او "رنج‌های ورتر جوان" شکل گرفته‌است.

## بازیگران

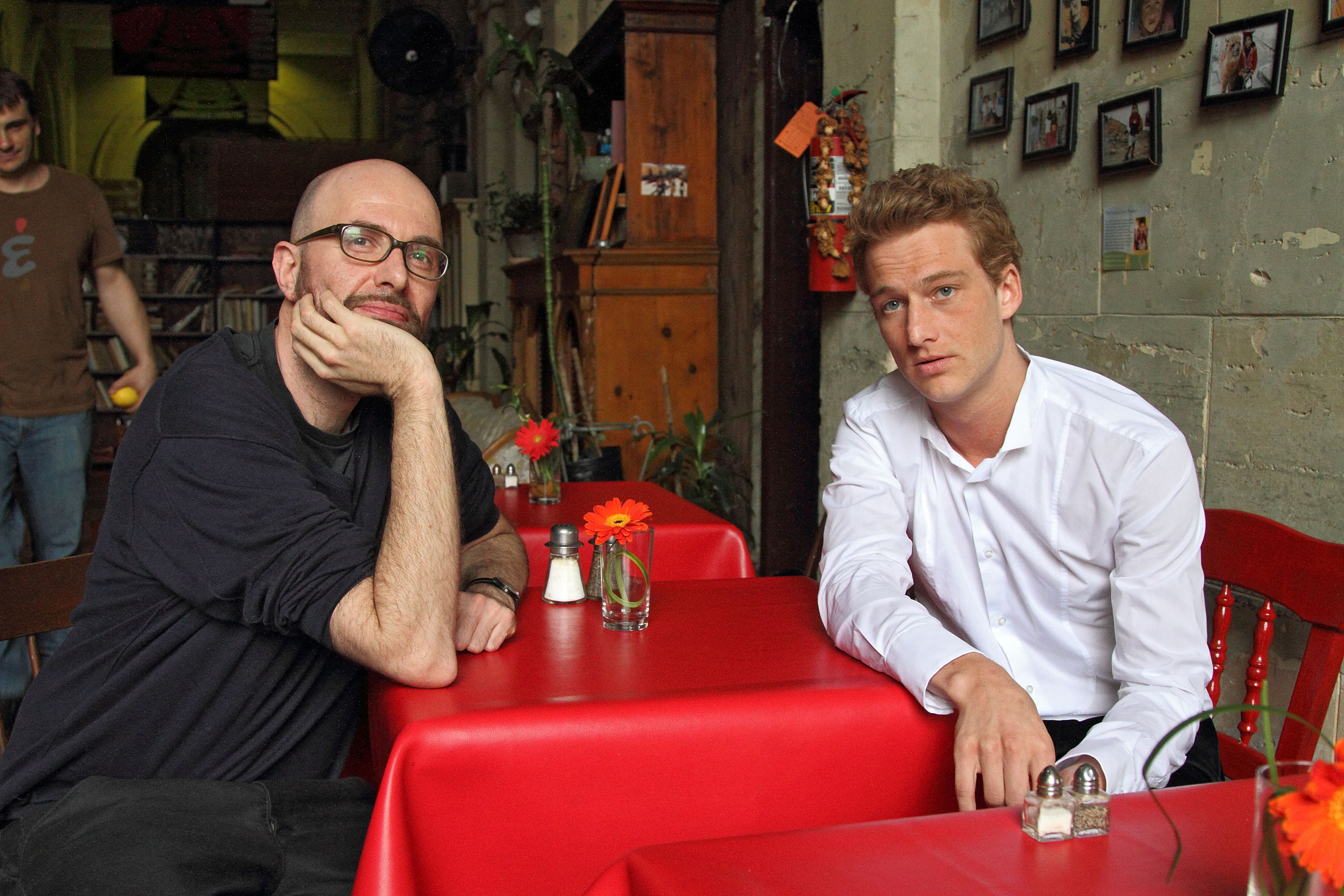
فیلیپ اشتولتسل کارگردان و الکساندر فلینگ بازیگر در جشنواره بین‌المللی فیلم میامی ۲۰۱۱ نمایش گوته جوان در عشق

- الکساندر فلینگ - یوهان ولفگانگ گوته
- میریام استین - لوته بوف
- موریتس بلایبتروی - آلبرت کستنر
- فولکر بروخ - ویلهلم اورشلیم
- بورگهارت کلاوسنر - پدر لوته
- هنری هوبشن - پدر گوته
- هانس-میشائیل ریبرگ - قاضی کومرایر